# Gare d'Oberstinzel
La gare d'Oberstinzel est une gare ferroviaire française de la ligne de Réding à Metz-Ville, située un peu avant l'entrée du bourg d'Oberstinzel sur le territoire de la commune du même nom, dans le département de la Moselle, en région Grand Est.
Programmée par l'administration française, elle est construite et mise en service en 1878 par la Direction générale impériale des chemins de fer d'Alsace-Lorraine (EL). Elle est fermée à tout trafic vers la fin du XXe siècle.

## Situation ferroviaire
Établie à 243 mètres d'altitude, la gare d'Oberstinzel est située au point kilométrique (PK) 73,433 de la ligne de Réding à Metz-Ville entre la gare fermée de Sarraltroff et la gare ouverte de Berthelming.

## Histoire
L'arrivée du train sur la commune prend forme lorsque le Conseil général de la Moselle lance le projet d'une ligne d'intérêt local reliant Sarrebourg et Sarreguemines pour faciliter la desserte des gisements charbonniers et des communes restées à l'écart du chemin de fer. L'avant projet prévoit pour Oberstinzel « une halte placée au pied du coteau que surmonte le village, on y accèdera par le chemin qui conduit au moulin de Sarreck ». 
La station d'Oberstinzel est mise en service le 1er novembre 1872 par la Direction générale impériale des chemins de fer d'Alsace-Lorraine (EL) qui a terminé le chantier de construction la ligne de Sarrebourg à Sarreguemines entrepris par les français avant la Guerre franco-allemande de 1870.
Elle est fermée, sans doute, dans la seconde moitié du XXe siècle.

## Patrimoine ferroviaire
L'ancien bâtiment voyageurs, fermé et désaffecté du service ferroviaire est devenu une habitation privée.